# Лосев, Семён Михайлович
Семён Михайлович Лосев (23 октября 1946, Ленинград — 5 апреля 2025) — советский и российский режиссёр, педагог, заслуженный деятель искусств Российской Федерации (2023).

## Биография
Родился 23 октября 1946 года в Ленинграде.
Окончил режиссёрское отделение Ленинградского государственного института культуры имени Н. К. Крупской (мастер курса А. В. Пергамент), ассистентуру-стажировку и аспирантуру Ленинградского государственного института театра, музыки и кинематографии (мастер курса Г. А. Товстоногов).
Преподавал актёрское мастерство и режиссуру в Челябинском государственном институте культуры и в Ленинградском институте культуры имени Н. К. Крупской.
С 1978 года начал активную режиссёрскую работу в Севастопольском драматическом театре имени А. В. Луначарского.
В 1980—1988 и 1990—2001 годах был режиссёром Рижского театра русской драмы. В этот период ставил спектакли также в Вильнюсе (Русский драматический театр), Киеве (Театр имени Леси Украинки), Болгарии (Театр Савы Огнянова, г. Русе).
Преподавал актёрское мастерство на театральном факультете Латвийской музыкальной академии имени Я. Витола.
В 1988—1990 годах возглавлял Свердловский театр юного зрителя. Продолжая преподавательскую деятельность, являлся руководителем курса актёров драмы в Свердловском государственном театральном институте.
С 2001 года — режиссёр, а с 2007 года — художественный руководитель Старооскольского театра для детей и молодёжи.
Преподавал актёрское мастерство студентам целевого курса Ярославского государственного театрального института на базе Старооскольского театра для детей и молодёжи.
Заслуженный деятель искусств города Севастополя (Указ Губернатора города Севастополя от 02.03.2020 № 13-УГ).
Заслуженный деятель искусств Российской Федерации (Указ Президента от 04.09.2023 г. № 651).
Умер 5 апреля 2025 года на 79-м году жизни.

## Театральные работы
Севастопольский драматический театр имени А. В. Луначарского:
- «Куст рябины», С. Алёшин;
- «В дороге», В. Розов;
- «Белоснежка и семь гномов», Л. Устинов, О. Табаков;
- «Последний срок», В. Распутин;
- «Ночь после выпуска», В. Тендряков;
- «Кошки-мышки», И. Эркень;
- «Феномены», Г. Горин;
- «Старый дом», А. Казанцев;
- «Ретро», А. Галин;
- «Приезжие», В. Шукшин.

Рижский театр:
- «Игра в джин», Дж. Кобурн;
- «Ночные забавы», В. Мережко;
- «Не был, не состоял, не участвовал», А. Макаров;
- «Варвары», М. Горький;
- «Полёт над гнездом кукушки», Д. Вассерман;
- «Театр времён Нерона и Сенеки», Э. Радзинский;
- «Вы чьё, старичьё?», Б. Васильев;
- «Три девушки в голубом», Л. Петрушевская;
- «Миражи», Р. Эзера;
- «Отцы-66», Е. Григорьев;
- «Люди и мыши», Дж. Стейнбек;
- «Мсье N», Ч. Чаплин;
- «Грехопадение. Школа семейной жизни», О. Бальзак;
- «Спокойной ночи, мама», М. Норман;
- «Недосягаемая», С. Моэм;
- «Цена», А. Миллер;
- «Касатка», А. Н. Толстой;
- «Я хочу жить в Париже» по роману «Триумфальная арка», Э. Ремарк;
- «Покаяние, или Полёт над бездной», Л. Коваль;
- «Бумеранг», Л. Хеллман;
- «Сотворившая чудо», У. Гибсон;
- «Господин Пунтила и его слуга Матти», Б. Брехт.

Старооскольский театр:
- «Три сестры», А. П. Чехов;
- «Васса Железнова», М. Горький;
- «Вешние воды», И. С. Тургенев;
- «Варшавская мелодия», Л. Зорин;
- «Женя, Женечка и 2катюша», В. Мотыль, Б. Окуджава;
- «Женя, а вы знаете…», Евг. Евтушенко;
- «До третьих петухов», В. Шукшин;
- «Моя старшая сестра», А. Володин;
- «Эй, ты, — здравствуй!», Г. Мамлин;
- «Город, который есть»;
- «Французские страсти на подмосковной даче», Л. Разумовская;
- «Тяжёлые дни», А. Островский;
- «Жизнь Александра Пушкина. Детство»;
- «Жизь Александра Пушкина. Лицей»;
- «Вся надежда моя…» (вторая редакция пьесы «Васса Железнова»), М. Горький;
- «Аленький цветочек», И. Карнаухова, Л. Браусевич;
- «Первый тамбур», М. Задорнов.